# Île Diamant (Grenade)
L’île Diamant est un îlot de l’archipel des Grenadines. Elle se situe entre l’île de la Grenade et l’île Carriacou. Elle fait partie de l'état de Grenade.